# Kantenspektrum

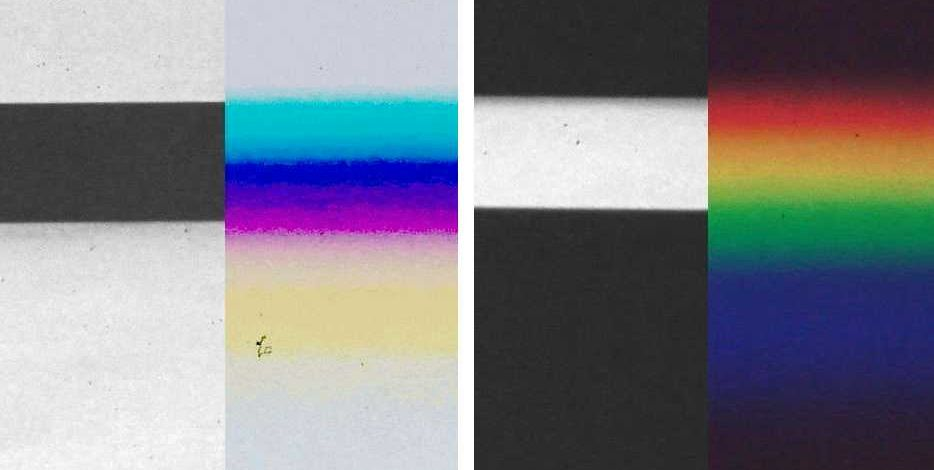
Kantenspektrum eines dunklen Streifens auf hellem Hintergrund (links) bzw. eines hellen Streifens auf dunklem Hintergrund (rechts)

Ein Kantenspektrum ist ein farbiger Saum, der an einer kontrastreichen Kante entsteht, wenn diese durch ein Prisma betrachtet wird. Bei Schwarz-Weiß-Kontrast wird entweder ein rot-gelber oder ein violett-blauer Farbsaum gesehen. Bei ersterem befindet sich die brechende Kante des Prismas auf der weißen Seite des Schwarz-Weiß-Übergangs, das Ergebnis wird auch „warmes Kantenspektrum“ genannt, beim anderen Farbsaum befindet sich die brechende Kante des Prismas auf der schwarzen Seite, man spricht auch von einem „kalten Kantenspektrum“.
Als Kantenspektrum wird auch das Ergebnis bezeichnet, wenn zwei solcher entgegengesetzter farbiger Säume zusammenrücken und sich teilweise überlagern, sodass zwischen den bisherigen Farben eine weitere Farbe entsteht. Bei Betrachtung eines schmalen dunklen Streifens vor hellem Hintergrund entsteht das sogenannte Goethe-Spektrum. Dieses enthält das von Goethe „Pfirsichblüt“ genannte Magenta (bzw. Purpur), eine Farbe, die unter den Spektralfarben nicht vorkommt. Wenn ein schmaler heller Streifen betrachtet wird, ist Grün die fünfte Farbe (Newton-Spektrum).
Kantenspektren wurden schon im 17. Jahrhundert beschrieben.

## Geschichte
Kenelm Digby beschrieb 1644 im Kapitel „Of luminous or apparent colours“ („Von Licht- und Körperfarben“) seines Werks Two Treatises, dass er das Phänomen farbiger Säume bei einem Prismen-Experiment festgestellt hat. Dieses Experiment wäre im Grunde bereits etwa ein halbes Jahrhundert früher von Thomas Harriot angestellt worden. Zur Erklärung im Speziellen des rot-gelben Saums bezog sich Digby noch auf Aristoteles und schrieb, dass die Bilder der weißen (Licht) und der schwarzen Seite (Finsternis) verschieden abgelenkt und teilweise übereinander fallen, die Entstehung der Farben sich gleichsam auf das Vermischen von Licht und Finsternis reduziert. Die Erklärungsversuche Digbys bewertet die Kunsthistorikerin Karin Leonhard so, dass „… diese Farberscheinungen, selbst wenn sie bereits als Ergebnis einer prismatischen Streuung verstanden wurden, in einem Zwischenbereich zwischen der aristotelischen Farbmischungslehre und zeitgenössischen korpuskularen Lichtkonzeptionen“ (etwa im Farbsystem des Franciscus Aguilonius) verblieben.
Dass weißes Licht die Summe aller Spektralfarben ist, die unter anderem mit Hilfe eines Prismas einzeln sichtbar gemacht werden können, wurde etwa 1700 von Isaac Newton erkannt und beschrieben. Statt des direkten Blicks durch ein Prisma erzeugte er das Lichtspektrum aller im weißen Sonnenlicht enthaltenen Farben auf einem Schirm. Die beiden Farbsäume konnte er getrennt sichtbar machen, indem er den Lichtspalt vor dem Prisma bis fast auf dessen Breite öffnete.
Fast ein Jahrhundert später blickte Johann Wolfgang von Goethe im Rahmen seiner Arbeit „Zur Farbenlehre“ durch ein Prisma. Als er durch ein Fenster in den lichtgrauen Himmel sah, nahm er unterschiedlich farbige Säume beidseits der Fenstersprossen wahr. Bei Betrachtung aus größerer Entfernung war das Dunkel zwischen den Säumen verschwunden und ein geschlossenes Farbspektrum zu sehen. In diesem Moment sei ihm klar geworden, so Goethe, dass Newton Unrecht habe. Goethes Auffassung nach entstünden Farben „nicht durch Teilung des weißen Lichtes“, sondern nur „durch Zusammenwirken von Licht und Finsternis“. Die Randfarben seien das Resultat einer Bewegung von weißer und schwarzer Flächen übereinander.

## Das Phänomen

Abbildung 1:
Blick und Fotografie durch ein Prisma

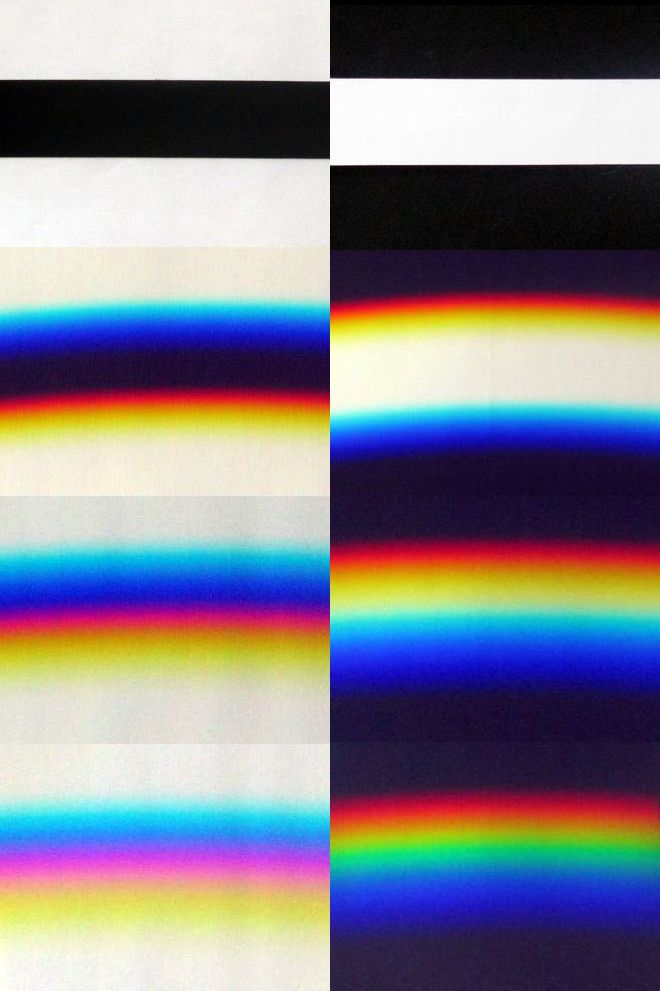
Abbildung 2: Kantenspektren
links: an dunklem Streifen (Balken → Goethe-Spektrum),
rechts: an hellem Streifen (Spalt → Newton-Spektrum)

Das subjektiv wahrnehmbare Phänomen lässt sich fotografisch dokumentieren. Die Funktion des Auges (Linse und Netzhaut) wird vom Fotoapparat (Objektiv und Fotofilm oder digitaler Bildsensor) übernommen (Abbildung 1). Abbildung 2 zeigt Fotos schwarzer, auf weißes Papier geklebter Papierstreifen (Balken, linke Spalte) und weißer, auf schwarzes Papier geklebter Papierstreifen (rechte Spalte). Sie sind ohne und mit Prisma aufgenommen und untereinander gestellt: erste und zweite Reihe. Die Reihen zwei bis vier enthalten Bilder von nacheinander schmaleren Streifen. Die gleiche Änderung des Eindrucks wird auch bei sukzessiver Vergrößerung des Abstands zwischen Objekt und Beobachter erreicht.
Die farbigen Säume bestehen im Gegensatz zum Lichtspektrum nur aus zwei bis drei Farben. Es sind dies die langwelligen Farben (Rot und andere), wenn unterhalb der Kante Weiß ist (Lage des Prismas wie in Abbildung 1). Ist Weiß oberhalb der Kante, besteht der Saum aus kurzwelligen Farben (Violett und andere). Beide Säume eines Streifens rücken zusammen, wenn dieser schmaler wird. Schließlich fließen beide Säume zu einem einzigen Farbbild zusammen.
Das beim Spalt entstandene Farbbild ähnelt dem Lichtspektrum und wird trotz geringeren Farbreichtums gelegentlich Newton-Spektrum genannt (Abbildung 2, unten rechts). Dementsprechend wird das beim Balken entstandene Farbbild gelegentlich Goethe-Spektrum (auch Umkehrspektrum, Abbildung 2, unten links) genannt.

## Die Erklärung
Die von Goethe gesehenen Kantenspektren widerlegen die „Teilung des weißen Lichtes“ nicht, sondern sind als Folge seiner Spektralzerlegung erklärbar.

### Kantenspektrum eines Spaltes oder weißen Balkens
Der bei einem Spektroskop verwendete Spalt muss schmal sein, damit sich die mit je einer Spektralfarbe erzeugten Spaltbilder nicht wesentlich überlappen, sodass das Farbspektrum aufgelöst bleibt. Daher können die Versuche nur bei starkem Kontrast zwischen Lichtquelle und Umgebungslicht beziehungsweise in der „dunklen Kammer“ durchgeführt werden.
Die Spalt-Bilder (Balken-Bilder) vieler unterschiedlicher Farben sind beim Kantenspektrum wegen des relativ breiten Spaltes (weißen Balkens) so breit, dass sie sich größtenteils überlappen und in der Addition ein vorwiegend weißes Bild ergeben. Nur die Farben Rot und Violett in den beiden Spektrums-Rändern bleiben satt in den beiden Säumen erhalten. Ihre Nachbarfarben Orange und Gelb beziehungsweise Blau und Cyan werden zunehmend heller und verlieren sich in der weißen Mitte.
Wird der Spalt schmaler, so verschwinden das rot-orange und das blaue Spalt-Bild aus der Mitte. Man nähert sich dem üblichen, mit einem Spektroskop gesehenen Spektrum, bei dem in der Mitte statt Weiß Grün auftritt. Die vorher vorhandene totale Mischung (weißes Licht) wird rückgängig gemacht, es findet eine Entmischung statt.

### Kantenspektrum eines schwarzen Balkens
Bei dünner werdenden Balken überlappen sich je ein Saum von den beiden ihn einschließenden unendlich breiten Spalten (sogenannte Halbspalte vom Balkenrand aus gesehen). Auf die bisher schwarze Mitte fallen zuerst je ein rotes und ein violettes Teilbild. Es wird Magenta sichtbar, was sich leicht als das Ergebnis einer additiven Farbmischung der beiden übereinanderfallenden reinen Saum-Rand-Farben Rot und Violett erklären lässt. Im Unterschied zum Grün beim weißen Balken wird das Magenta zunehmend heller, wenn der Balken schmaler wird. Es treten alle anderen farbigen Teilbilder hinzu, empfunden wird schließlich nur noch eine weiße Fläche. Die anfänglich erkennbare Zerlegung des weißen Lichtes in Farben durch das Prisma ist aufgehoben. Die Farben sind wieder total gemischt worden.